# Donald Wolfit
Sir Donald Wolfit, nato Donald Woolfitt, (Balderton, 20 aprile 1902 – Hammersmith, 17 febbraio 1968) è stato un attore britannico noto per le sue produzioni shakespeariane in tournée. Fu particolarmente rinomato per la sua interpretazione di Re Lear.

## Vita e carriera

### Primi anni
Wolfit nacque a New Balderton, vicino a Newark-on-Trent, nel Nottinghamshire, il 20 aprile 1902, quarto dei cinque figli di William Pearce Woolfitt e di sua moglie Emma Tomlinson. Era una famiglia convenzionale; Woolfitt senior era un frequentatore della chiesa anglicana, un sostenitore conservatore e un massone. Fin dalla sua prima infanzia Wolfit voleva diventare un attore, nonostante la disapprovazione di suo padre.
Dopo aver studiato alla Magnus Grammar School di Newark, lavorò per un breve periodo come maestro di scuola a Eastbourne prima di fare con successo un'audizione per il manager Charles Doran. La compagnia itinerante di Doran fu un campo di addestramento per molti attori britannici, tra cui Ralph Richardson, Cecil Parker, Edith Sharpe, Norman Shelley, Abraham Sofaer e Francis L Sullivan. Il ruolo di debutto di Wolfit, al Theatre Royal di York il 13 settembre 1920, fu Biondello nella produzione di Doran de La bisbetica domata. Tra il suo impegno con Doran e il suo debutto nel West End nel 1924, andò in tournée con le compagnie di Alexander Marsh e in seguito di Fred Terry. Per il resto della sua vita Wolfit riconobbe il suo debito nei confronti di quest'ultimo per ciò che aveva imparato da lui.
Wolfit fece il suo debutto a Londra il 26 novembre 1924 al New Theatre, nel ruolo di Phirous nella produzione di Matheson Lang di The Wandering Jew. In questo periodo semplificò l'ortografia del suo cognome da Woolfitt a Wolfit. Apparve in ruoli secondari in una varietà di produzioni del West End e, a St George's, Westminster, il 16 aprile 1928, sposò un'attrice, Chris Frances Castor, dalla quale ebbe una figlia, Margaret Wolfit, anch'essa attrice. Il matrimonio durò fino al 1933, quando la coppia divorziò.

## Filmografia parziale

### Cinema
- Down River, regia di Peter Godfrey (1931)
- Death at Broadcasting House, regia di Reginald Denham (1934)
- Inasmuch..., regia di Alec Saville - cortometraggio (1934)
- Drake of England, regia di Arthur B. Woods (1935)
- Il passeggero muto (The Silent Passenger), regia di Reginald Denham (1935)
- Checkmate, regia di George Pearson (1935)
- Late Extra, regia di Albert Parker (1935)
- Hyde Park Corner, regia di Sinclair Hill (1935) Non accreditato
- Sexton Blake and the Bearded Doctor, regia di George A. Cooper (1935)
- The Romance of a Railway: The History of Achievement, regia di Walter Creighton - cortometraggio (1935)
- Calling the Tune, regia di Reginald Denham e Thorold Dickinson (1936)
- The Claydon Treasure Mystery, regia di H. Manning Haynes (1983) Non accreditato
- England's Shakespeare - cortometraggio (1939)
- The Pickwick Papers, regia di Noel Langley (1952)
- L'uomo dai cento volti (The Ringer), regia di Guy Hamilton (1952)
- Isn't Life Wonderful!, regia di Harold French (1953)
- Svengali, regia di Noel Langley (1954)
- Oro (A Prize of Gold), regia di Mark Robson (1955)
- A Man on the Beach, regia di Joseph Losey - cortometraggio (1956)

### Televisione
- The Light of Heart – film TV (1948)
- Lilli Palmer Theatre – serie TV, 1 episodio (1955)
- The Vise – serie TV, 1 episodio (1955)